# ピッツバーグ・パイレーツ
ピッツバーグ・パイレーツ（英語: Pittsburgh Pirates、略称: PIT、パ軍）は、メジャーリーグベースボール（以下、MLB）ナショナルリーグ中地区所属のプロ野球チーム。本拠地はペンシルベニア州ピッツバーグにあるPNCパーク。一部メディア・地元ファンからは「Bucs（バックス、海賊を意味する"Buccaneer"が由来）」という別称で呼ばれている。

## 概要
19世紀から存在する古参球団。第1回ワールドシリーズに出場したことで知られる。1970年代にはロベルト・クレメンテやウィリー・スタージェルという名選手が揃い、地区優勝6回を果たす。さらにリーグ優勝2回、ワールドシリーズ制覇2回を果たすなど第1次黄金期を迎える。1990年代にはジム・リーランド監督の下、バリー・ボンズを筆頭とした第2次黄金期を迎え、地区優勝3連覇を果たしている。
近年は長らく低迷が続いており、1993年から2012年までの20シーズン連続負け越しを記録（それまでの記録はフィラデルフィア・フィリーズが1933年から1948年にかけての16年）。これは北米4大プロスポーツリーグにおいて最長記録となり、と同時に観客動員数の低迷に悩まされた。現在の本拠地であるPNCパークが開場した2001年は年間約240万人に達した観客動員数も、以降はMLBでもワーストクラスの年間約180万人程度で推移し、年俸総額も2007年はMLB30球団中27位の約3800万ドルにとどまり、緊縮財政を強いられた。
2013年にようやく長い低迷期から脱却し、ワイルドカードで3年連続ポストシーズンに進出。2014年には観客動員数が240万台を記録するなど、往年の人気を取り戻しつつある。2019年時点ではナショナルリーグ15球団中で最もワールドシリーズ進出から遠ざかっており、リーグチャンピオンシップシリーズ進出からはMLB30球団で最も遠ざかっている。
1921年8月5日、フォーブス・フィールドで行われたパイレーツ対フィリーズ戦で、MLB初のラジオ中継が行われている。これを行ったのが地元ピッツバーグに世界最初のラジオ局として創設されたKDKAであり、1ヵ月前の7月2日にはジャック・デンプシー対ジョルジュ・カルパンチェの世界戦の中継や、翌8月6日に全米オープンテニスの中継も行っている。パイレーツの試合はその後ピッツバーク・ラジオ・ネットワーク（Pittsburgh Pirates Radio Network）によってペンシルバニア州はもとより近隣の三州へ放送されていて、1960年代の老朽になったフォーブス・フィールド使用終了時代には試合が7回を終わると付近のピッツバーグ大学、カーネギー工科大学などの学生たちを中心に一般人も外野席へは無料で入れるような集客方策をやっていた。

## 球団の歴史

### 創設
1882年にナショナルリーグに対抗するリーグとしてアメリカン・アソシエーションが設立される際、リーグ設立メンバーの一人デニー・マックナイトが、このリーグに参加するため1881年10月に創設した「アレゲニー・ベースボール・クラブ」が球団の始まりである。1907年12月にピッツバーグ市に合併されるまで、アレゲニー川の北側はアレゲニー市という別の市で、エクスポジション・パークもアレゲニー市にあった。なお、パイレーツの歴代本拠地球場はフォーブス・フィールドを除いてアレゲニー川の北側に所在する。
創設者のマックナイトは当初アメリカン・アソシエーションの代表を務めていたが、他球団の契約を無視した強引な選手の引き抜きなどが理由で1886年にリーグから追放処分を受けた。チームはオーナーの交代を機に1887年にナショナルリーグに鞍替えし、「ピッツバーグ・アレゲニーズ」と改称した。
1890年のプレイヤーズ・リーグの創設と解散の混乱に乗じ、アメリカン・アソシエーションのフィラデルフィア・アスレチックスの二塁手だったルー・バイアーバウアーと、ワシントン・ナショナルズの捕手だったコニー・マックをこっそり引き抜いたことで、相手側から「海賊行為」と批判された。大西洋から遠く離れたアパラチア山脈の西に位置するこのチームのニックネームが「海賊」であるのはこの件に由来しており、オーナーのウィリアム・A・ニミックは開き直って、1891年に「ピッツバーグ・パイレーツ」と改称した。

### ワールドチャンピオン

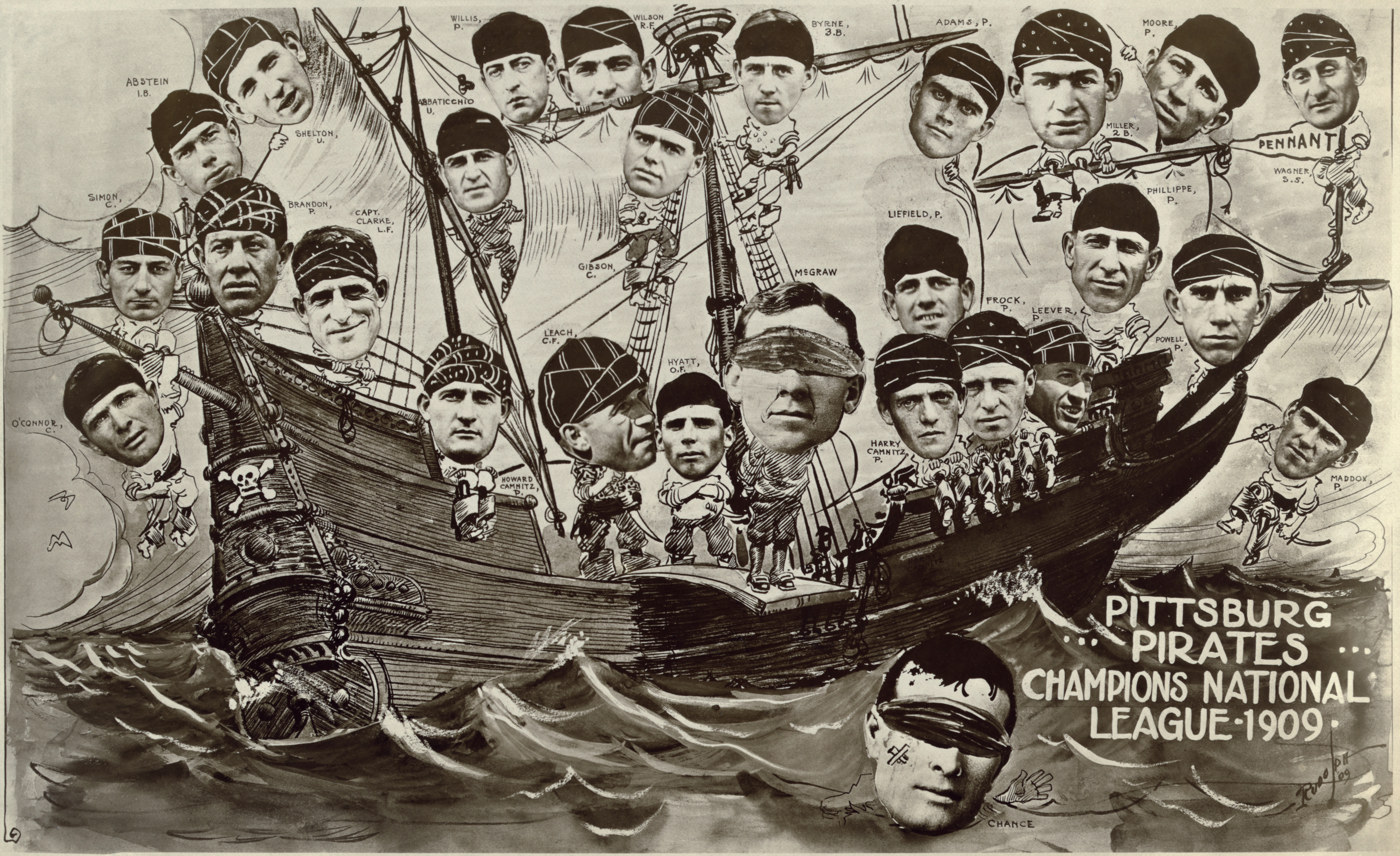
1909年優勝時に作られたポスター

創設以降、優勝とは縁がなかったが、1900年にルイビル・カーネルズのオーナーだったバーニー・ドレイファスがパイレーツを買収した際、ホーナス・ワグナーを含む14人の選手をカーネルズから獲得して、チーム力を強化。翌1901年から1903年にかけて圧倒的な強さでナショナルリーグ3連覇を果たす。1901年にアメリカンリーグが創立され2リーグ制になり、1903年に両リーグの覇者同士で世界一決定戦としてワールドシリーズを行うこととなり、1903年、初めて開催されたワールドシリーズでは史上最多勝利の511勝を挙げたサイ・ヤング投手を擁するボストン・アメリカンズ（現:ボストン・レッドソックス）に敗れたが、再びリーグ優勝した1909年にはタイ・カッブを擁するデトロイト・タイガースを下して初のワールドチャンピオンに輝いた。この20世紀の最初の10年間でナショナル・リーグを4回優勝し、ワールド・シリーズも1回優勝するなど初期の名門チームであったが、1910年代以降は低迷した。

### ポイズン・ブラザーズ
そして16年後の1925年に久々のリーグ優勝を果たすと、ワールド・シリーズで大投手ウォルター・ジョンソンを擁するワシントン・セネタース（現:ミネソタ・ツインズ）と対戦、1勝3敗と追い込まれながら、そこから3連勝し、2度目のワールドチャンピオンに輝いた。この頃後に野球殿堂入りする「ビッグ・ポイズン」ことポール・ウェイナーと、「リトル・ポイズン」ことロイド・ウェイナーの兄弟が入団。1927年のワールドシリーズに進出するが、相手はこの年60本の本塁打記録を樹立したベーブ・ルース、ルー・ゲーリッグら、野球史上に残る「マーダーズ・ロウ（殺人打線）」を擁する史上最強と言われたニューヨーク・ヤンキースだった。当時パイレーツの選手達がヤンキースの打撃練習を見た時点で敗退を確信したというのは有名な話である。パイレーツは4連敗でシリーズを終えたが、ウェイナー兄弟は以後数年にわたってパイレーツを牽引、兄弟二人で計5611本もの安打を放った。これは今なお兄弟の合計安打数のMLB記録である。しかしパイレーツはここから長い期間リーグ優勝から遠ざかった。

### 「ザ・ファミリー」の時代 ～ カイナー、クレメンテ、スタージェルらの活躍
戦後、1946年にラルフ・カイナーがデビューしていきなり新人で本塁打王となり、この年から1952年にかけて7年連続本塁打王に輝いた。ラルフ・カイナーが現れて次の年1946年にはタイガースから右の強打者ハンク・グリーンバーグをトレードで獲得したもののチームの優勝にはつながらなかった。しばらく下位に低迷することが多くなったが、しかし1955年にロベルト・クレメンテ、1956年にはビル・マゼロスキーがメジャーデビューするなど若手選手が充実し、1960年にはダニー・マートーの指揮の元で33年ぶりのリーグ優勝を果たし、ワールドシリーズではミッキー・マントル、ロジャー・マリスの強打コンビとホワイティ・フォード投手の強豪ヤンキースと対戦し、3勝3敗の後の最終第7戦で、9回裏9対9の同点からマゼロスキーがレフトにサヨナラ本塁打を打ち、地元ファンの歓喜の中での劇的な幕切れで3度目のワールドチャンピオンに輝いた。
その後チームは低迷、マートー監督も健康上の問題から監督を退いていたが、1969年に復帰するとチームは再び快進撃を始める。マートーが指揮したパイレーツは、アフリカ系アメリカ人や中南米出身の選手が多く在籍して「ザ・ファミリー」と称される強い結束を誇り、地区優勝6回など黄金時代を築いた。1960年代後半にはウィリー・スタージェルも活躍を見せ、1971年にはクレメンテの大活躍により4度目のワールドシリーズ制覇を成し遂げるが、翌1972年に飛行機事故でクレメンテを失う悲劇に見舞われた。その後地区優勝は果たすもプレーオフで敗退を重ね、ワールドシリーズからは遠のいていたが、1975年にクレメンテの後継としてデーブ・パーカーがメジャーに定着。シスター・スレッジのヒット曲「We Are Family」をテーマ曲にした1979年は、スタージェルとパーカー、抑えのケント・テカルヴらの活躍により5度目のワールドチャンピオンに輝いた。

#### ピルボックス・キャップ

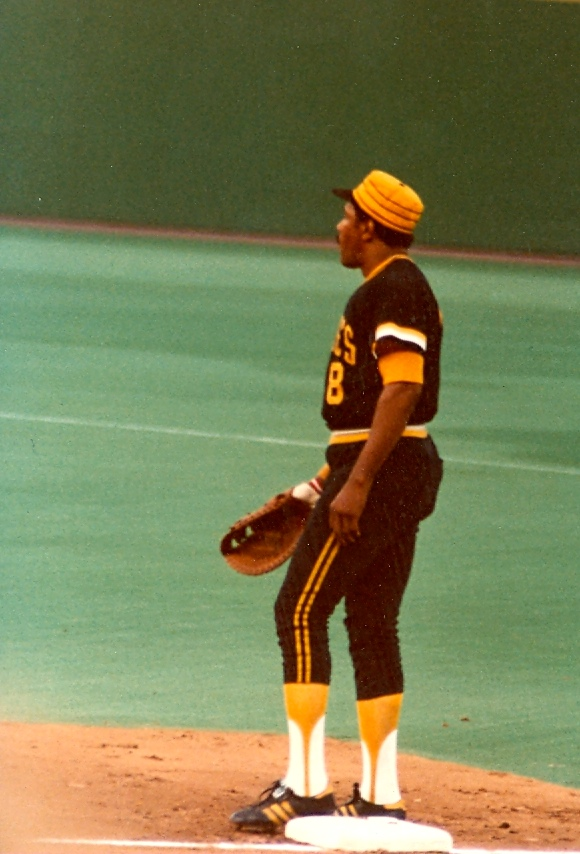
1979年、ピルボックス・キャップを被るウィリー・スタージェル。シーズン序盤のためか、スタージェル・スターはまだ貼付されていない。

この時期のパイレーツを象徴するアイテムが、円筒形で平らな頭頂部を持ち、水平方向に３本のストライプがあしらわれた「ピルボックス・キャップ」(またはフラットトップ・キャップ)と呼ばれるパトロールキャップやケピ帽に似た独特の野球帽である。ピルボックス・キャップ自体はベースボール黎明期の1870年代に考案されたもので、1900年代初頭までには現代の野球帽に圧されて廃れていたが、その後もクラシカルな野球帽として時折幾つかのチームで復刻が行われていた。1976年、ナショナルリーグは創立100周年を迎え、これを記念してパイレーツの他にメッツとフィリーズがピルボックス・キャップを復刻したが、パイレーツ以外は翌年以降は通常の野球帽に戻した。1978年、シーズン序盤に下位に低迷していたチームの活性化策として、スタージェルはシーズン中功績のあった選手に対して、ユニフォームに装着する為の金色の星型ワッペンを好プレイの都度授与するという、戦闘機の撃墜マークにも似たアイデアを考案した。後にスタージェル・スターと呼ばれる事になるこの星型ワッペンは、ほどなくユニフォームで一番目立つ、ピルボックス・キャップの横ストライプに並べる様に貼付する事がチーム内で流行し、一つでも多くスターを獲得すべく発奮した選手達の活躍で、78年シーズンは地区内2位という好成績で終える効果を生んだ。翌79年にパイレーツは世界一に輝く事になるが、1979年のワールドシリーズではピルボックス・キャップの横ストライプ一杯に(テカルヴに至ってはストライプ部のみでは足りず、頭頂部にまで)スタージェル・スターを貼付した選手達が活躍し、ピルボックス・キャップがパイレーツの栄光の代名詞になると共に、スタージェル・スターの存在も他チームのファンの印象に強く残るものとなった。2016年、パイレーツは特別ユニフォームとして、1979年シーズンのユニフォームをピルボックス・キャップと共に復刻したが、2016年現在のMLB規約では野球帽に追加のワッペンを貼付する行為は許可されておらず、スタージェル・スターの復活は成らなかった。この事は沈滞したチーム内の活性化やベースボールファンの視覚的な楽しみをスポイルするものとして、現行のMLBの厳格なルール設定に一石を投じるものとなった。

### 1980年以降
1980年代に入るとチームの勢いも衰え、優勝から遠のいた。1985年にピッツバーグ薬物裁判に関連して主にパイレーツの選手がコカインの密売に関与したとされる疑惑が発覚した。1986年に名将ジム・リーランドが監督に就任すると、同年には超大型ルーキーであるバリー・ボンズが入団。ボンズとボビー・ボニーヤの「B-Bキャノン」、アンディ・バンスライクら外野陣トリオの活躍で1990年から1992年にかけて地区3連覇を達成した。1992年限りでボンズが地元サンフランシスコ・ジャイアンツに移籍すると、再びチームも低迷。その後2012年まで、20シーズン連続で負け越しが続いた。
2011年は、7月には一時的ながらナショナルリーグ中地区首位に立ったが、7月26日から8月8日にかけて喫した10連敗が響き、9月14日のセントルイス・カージナルス戦に負けた事で、19年連続のシーズン負け越しが決まった。
2012年は、ニューヨーク・ヤンキースからA.J.バーネットを獲得。他にもエリック・ベダードなどFA選手を獲得して戦力アップを図り、さらにシーズン途中の8月24日にはロサンゼルス・エンゼルスより高橋尚成を獲得。しかしチームは9月に7勝21敗と大失速して、アメリカプロスポーツ史上初となる20年連続シーズン負け越しとなった。
2013年は、弱点だった捕手にヤンキースからFAでラッセル・マーティンを獲得するなど効果的な補強を行い、シーズン途中の8月27日にはニューヨーク・メッツからマーロン・バードを、8月31日にはミネソタ・ツインズからジャスティン・モーノーを それぞれフラッグシップ・ディールで獲得。また、極端なシフトなどビッグデータを活用した戦術を採用した。9月9日のテキサス・レンジャーズ戦に勝利しシーズン82勝目を挙げ、連続シーズン負け越しのワースト記録を20年でストップさせると、9月23日のシカゴ・カブス戦に勝利し、ワイルドカードで21年ぶりのポストシーズン進出を決めた。
2015年は3年連続でポストシーズンに進出しワイルドカード進出決定戦に同じ中部地区で3位、107年ぶりのワールドチャンピオンを目指すカブスと対戦。19勝でエースのコールで落とし0-4で完封負け。2014年も同じワイルドカード進出決定戦でワイルドカード争いを2位で滑り込み、西部地区のジャイアンツにも相手のエースであるマディソン・バムガーナーに完封されているので2年連続で完封負けを喫した事になる。
2019年7月4日のカブス戦でジョシュ・ベルが3-3で迎えた6回裏に先発のダルビッシュ有から左方向へ26号のソロ本塁打を放ち、オールスター前の長打数を59とし、ナショナルリーグ新記録を樹立した。

## 選手名鑑

### アメリカ野球殿堂表彰者
- ジェイク・ベックリー (Jake Beckley)
- バート・ブライレブン (Bert Blyleven)
- ジム・バニング (Jim Bunning)
- マックス・キャリー (Max Carey)
- ジャック・チェスブロ (Jack Chesbro)
- フレッド・クラーク (Fred Clarke)
- ロベルト・クレメンテ (Roberto Clemente)
- ジョー・クローニン (Joe Cronin)
- カイカイ・カイラー (Kiki Cuyler)
- パッド・ガルヴィン (Pud Galvin)
- ハンク・グリーンバーグ (Hank Greenberg)
- バーリー・グライムス (Burleigh Grimes)
- ネッド・ハンロン (Ned Hanlon)
- ビリー・ハーマン (Billy Herman)
- ウェイト・ホイト (Waite Hoyt)
- ジョー・ケリー (Joe Kelley)
- ジョージ・ケリー (George Kelly)
- ラルフ・カイナー (Ralph Kiner)

- チャック・クライン (Chuck Klein)
- フレディ・リンドストロム (Freddie Lindstrom)
- ジム・リーランド (Jim Leyland)
- アル・ロペス (Al Lopez)
- コニー・マック (Connie Mack)
- ヘイニー・マナシュ (Heinie Manush)
- ラビット・モランビル (Rabbit Maranville)
- ビル・マゼロスキー (Bill Mazeroski)
- デーブ・パーカー (Dave Parker)
- ウィリー・スタージェル (Willie Stargell)
- ケーシー・ステンゲル (Casey Stengel)
- パイ・トレイナー (Pie Traynor)
- ダジー・ヴァンス (Dazzy Vance)
- アーキー・ヴォーン (Arky Vaughan)
- ルーブ・ワッデル (Rube Waddell)
- ホーナス・ワグナー (Honus Wagner)
- ロイド・ウェイナー (Lloyd Waner)
- ポール・ウェイナー (Paul Waner)
- ビック・ウィリス (Vic Willis)

### 永久欠番
| 番号 | 選手                                     | ポジション             | 備考                 |
| ---- | ---------------------------------------- | ---------------------- | -------------------- |
| 1    | ビリー・マイヤー (Billy Meyer)           | 監督                   | 1954年指定           |
| 4    | ラルフ・カイナー (Ralph Kiner)           | 外野手                 | 1987年指定           |
| 8    | ウィリー・スタージェル (Willie Stargell) | 外野手、一塁手、コーチ | 1982年指定           |
| 9    | ビル・マゼロスキー (Bill Mazeroski)      | 二塁手、監督           | 1987年指定           |
| 11   | ポール・ウェイナー (Paul Waner)          | 外野手                 | 2007年指定           |
| 20   | パイ・トレイナー (Pie Traynor)           | 三塁手、監督           | 1972年指定           |
| 21   | ロベルト・クレメンテ (Roberto Clemente)  | 外野手                 | 1973年指定           |
| 33   | ホーナス・ワグナー (Honus Wagner)        | 遊撃手、監督、コーチ   | 1956年指定           |
| 40   | ダニー・マートー (Danny Murtaugh)        | 二塁手、コーチ、監督   | 1977年指定           |
| 42   | ジャッキー・ロビンソン (Jackie Robinson) | 二塁手                 | 全球団共通の永久欠番 |

### 歴代所属日本人選手
- 18 桑田真澄（2007年）
- 3 岩村明憲（2010年）
- 41 高橋尚成（2012年）
- 32 筒香嘉智 (2021-2022年)

## 傘下マイナーチーム
| クラス | チーム                                                                    | 参加リーグ                                            | 提携   | 本拠地                                                                      |
| ------ | ------------------------------------------------------------------------- | ----------------------------------------------------- | ------ | --------------------------------------------------------------------------- |
| AAA    | インディアナポリス・インディアンズ Indianapolis Indians                   | インターナショナルリーグ International League         | 2005年 | インディアナ州インディアナポリス ビクトリー・フィールド                     |
| AA     | アルトゥーナ・カーブ Altoona Curve                                        | イースタンリーグ Eastern League                       | 1999年 | ペンシルベニア州アルトゥーナ ブレア・カウンティ・ボールパーク               |
| High-A | グリーンズボロ・グラスホッパーズ Greensboro Grasshoppers                  | サウス・アトランティックリーグ South Atlantic League  | 2019年 | ノースカロライナ州グリーンズボロ ファースト・ナショナル・バンク・フィールド |
| Low-A  | ブレイデントン・マローダーズ Bradenton Marauders                          | フロリダ・ステートリーグ Florida State League         | 2010年 | フロリダ州ブレイデントン レコム・パーク                                     |
| Rookie | フロリダ・コンプレックスリーグ・パイレーツ Florida Complex League Pirates | フロリダ・コンプレックスリーグ Florida Complex League | 1968年 | フロリダ州ブレイデントン レコム・パーク                                     |
| Rookie | ドミニカン・サマーリーグ・パイレーツ Dominican Summer League Pirates      | ドミニカン・サマーリーグ Dominican Summer League      | 1990年 | ドミニカ共和国 インジェニオ・サンタフェ                                     |